# Archie Moore
Archie Moore, vlastním jménem Archibald Lee Wright (13. prosince 1916 Benoit – 9. prosince 1998 San Diego) byl americký boxer. Byl známý pod přezdívkou The Old Mongoose (Stará mangusta). Jeho profesionální kariéra trvala od roku 1936 do roku 1963, jako jediný boxer se stačil utkat s Rocky Marcianem i Muhammadem Alim. Ve své kariéře vyhrál 185 zápasů (131 KO), desetkrát remizoval a třiadvacetkrát prohrál; porazil rekordní počet 141 boxerů.
Jeho datum narození je nejisté, uvádí se rok 1913 i 1916. V mládí byl trestán za krádeže, prošel převýchovným programem Civilian Conservation Corps. V roce 1952 získal po vítězství nad Joey Maximem titul profesionálního mistra světa v lehkotěžké váze, který držel devět a půl roku, což dosud nikdo nepřekonal. Dvakrát také zápasil o titul mistra světa v těžké váze, v roce 1955 prohrál s Rocky Marcianem a v roce 1956 s Floydem Pattersonem. V roce 1958 získal Sugar Ray Robinson Award. V roce 1990 byl mezi prvními členy Mezinárodní boxerské síně slávy.
Byl členem církve Adventistů sedmého dne a aktivistou za práva Afroameričanů, prosadil se také jako herec (filmy The Adventures of Huckleberry Finn a Breakheart Pass). V roce 1974 trénoval George Foremana před zápasem o titul mistra světa.